# لوغا (نهر)
لوغا (بالروسية: Луга)‏ هو نهر يقع في منطقتي نوفغورودسكي وباتيتسكي من نوفغورود أوبلاست، ومناطق لوجسكي، فولوسوفسكي، سلانتسفسكي، كينغيسيبسكي من لينينغراد أوبلاست في روسيا. يتدفق النهر إلى خليج لوغا في خليج خليج فنلندا. يتجمد في أوائل ديسمبر ويبقى تحت الجليد حتى أوائل أبريل. يبلغ طوله 353 كيلومتر (219 ميل)، وتبلغ مساحة حوض الصرف 13,200 كيلومتر مربع (5,100 ميل2).
يقع منبع لوغا في منطقة إنتاج الخث في شمال غرب نوفغورود أوبلاست، على بعد عشرات الكيلومترات شمال غرب مدينة فيليكي نوفغورود. يتدفق النهر جنوبا، ويمر إلى منطقة باتيتسكي، ويتحول تدريجيا إلى الغرب. يخدم امتداد النهر الحدود بين نوفغورود و لينينغراد أوبلاست.

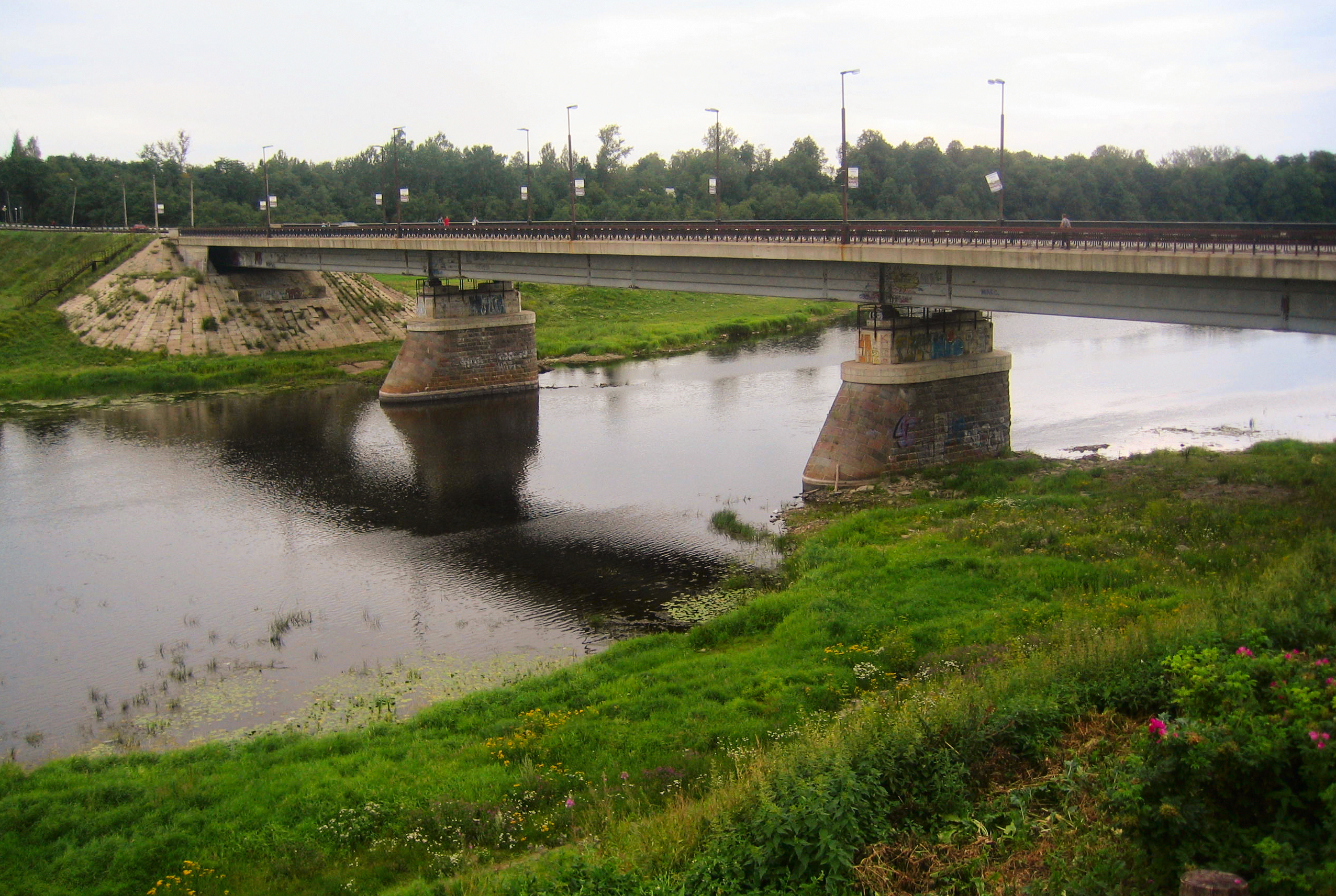
جسر فوق نهر لوغا في مدينة كينغيسيب
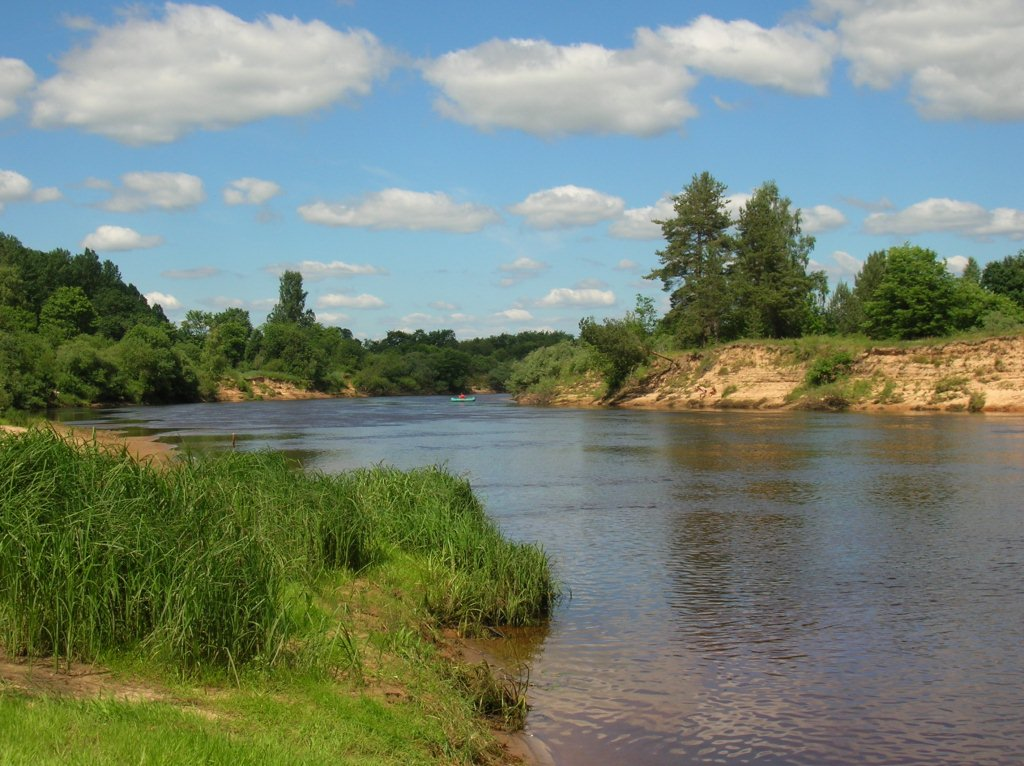
نهر لوغا في (Zhelezo) بمقاطعة (Luzhsky)